# You're All I Need (Mötley Crüe)
You're All I Need è un singolo della band statunitense Mötley Crüe dell'album Girls, Girls, Girls del 1987.

## Formazione
- Vince Neil - voce
- Mick Mars - chitarra
- Nikki Sixx - basso
- Tommy Lee - batteria